# Luftfartsverksamhet av särskild art
Luftfartsverksamhet av särskild art är sådan luftfartsverksamhet som kräver särskilt tillstånd från Transportstyrelsen även om verksamheten inte är kommersiell. Sådan verksamhet är:
- luftfart för besprutning och för annan spridning av ämnen från luften,
- luftfart för geologiska undersökningar eller för inspektioner av kraftledningar, linbanor och liknande,
- bogsering med luftfartyg av annat luftfartyg eller av släp,
Anm. Innehavare av luftfartscertifikat som även har tillstånd till att föra motorflygplan vid bogsering av segelflygplan får dock göra detta utan det särskilda tillstånd som här avses.
- deltagande i räddningstjänst,
- deltagande i civilförsvarsövning,
- trafikövervakning,
- skogsbrandbevakning eller
- målgång och övervakning av riskzon för försvarsmaktens räkning.
Tidigare gavs tillstånd till luftfartsverksamhet av särskild art av Luftfartsinspektionen, som var en del av Luftfartsverket, och senare av Luftfartsstyrelsen. Luftfartsstyrelsen, som bildades 1 januari 2005, var däremot (liksom Transportstyrelsen) fristående från Luftfartsverket.